# آبراهام دوسون

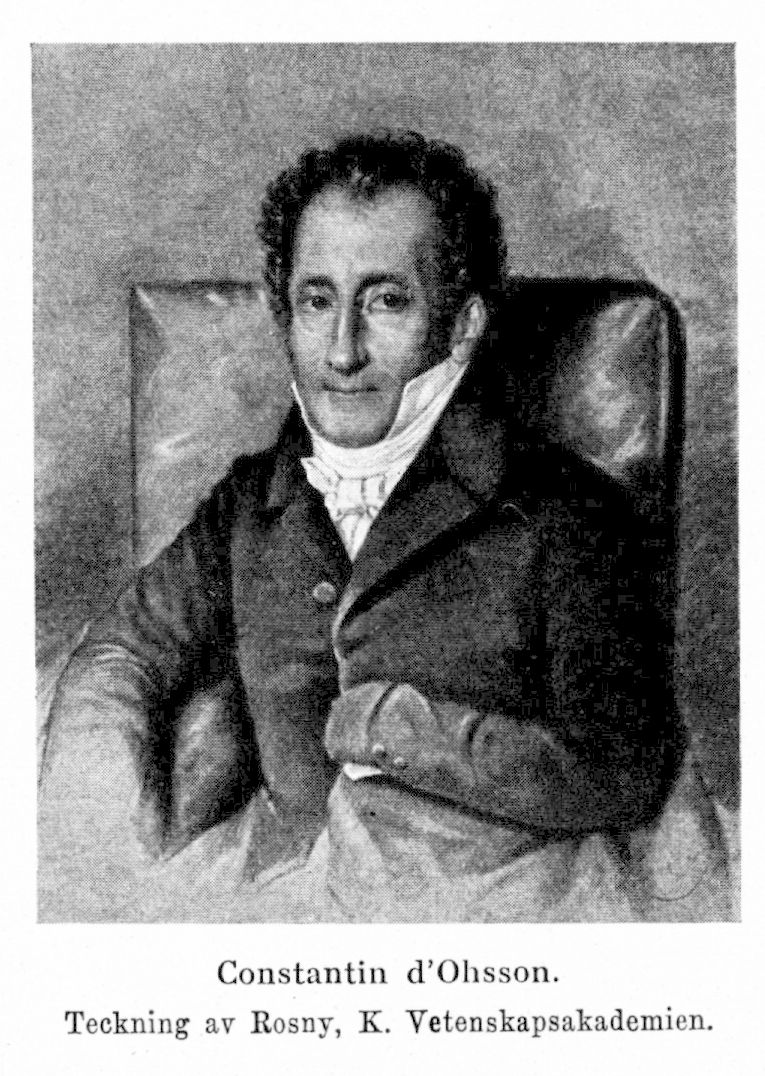
نگاره‌ای از آبراهام کنستانتین مورادگئا دوسون

آبراهام کنستانتین مورادگئا دوسون (به سوئدی: Abraham Konstantin Mouradgea d'Ohsson)(زادهٔ ۲۶ نوامبر ۱۷۷۹- مرگ ۲۵ دسامبر ۱۸۵۱) تاریخ‌نگار و دیپلمات سوئدی ارمنی‌تبار بود. برجسته‌ترین کار او بررسی تاریخ مغول از چنگیز تا تیمور بود.

## زندگی
دوسون زادهٔ استانبول بود. در ۱۷۹۸ به سوئد رفت و در دانشگاه اوپسالا به تحصیل پرداخت. سپس به عنوان کارمند،در امور خارجه استخدام شد و سال‌های ۱۸۰–۱۸۰۳ را در پاریس در پست وابستهٔ سفارت سوئد گذراند. سال‌های پس از آن هم خدمت او در مادرید و پروس گذشت، او در این زمان به مطالعهٔ تاریخ شرق پرداخت. در ۱۸۱۰ او کاردار سوئد در پاریس شد و سال پس از آن منشی کابینهٔ ولیعهد شارل چهاردهم شد.
وی در آغاز کاتولیک بود، ولی در ۱۸۱۵ لوتری شد. در ۱۸۱۷ عضو آکادمی سلطنتی علوم سوئد شد و در ۱۸۲۸ به مرتبهٔ اشرافیت سوئد رسید. دوسون نزد یاکوب برسلیوس شیمی و کانی‌شناسی آموخته‌بود و مقالات علمی چندی از جمله دربارهٔ قانون جهانی گرانش نیوتون نگاشته‌بود. اگرچه تمرکز مطالعاتیش بیشتر بر روی تاریخ بود و دربارهٔ تاریخ عثمانی و به ویژه مغول کتاب‌هایی دارد.

## افتخارات
مورادگئا در سال 1815 از کاتولیک به لوتری تغییر مذهب داد. در سال 1828 به مقام بارونی ارتقا یافت و در سال 1817 به عضویت آکادمی سلطنتی علوم سوئد درآمد. در سال 1823 به عضویت افتخاری آکادمی سلطنتی ادبیات و در سال 1828 به عضویت انجمن سلطنتی علوم در اوپسالا مفتخر شد.